# سید حسن میرخانی
سید حسن میرخانی ملقب به سراج الکتاب (زاده ۱۲۹۱-درگذشته ۵ آذر ۱۳۶۹) از خوشنویسان و نستعلیق‌نویسان معاصر و از بنیانگذاران انجمن خوشنویسان ایران بود. او از استادان صاحب سبک در نستعلیق معاصر ایران به شمار می‌رود.

## زندگی
او در سال ۱۲۹۱ شمسی در تهران به دنیا آمد
خوشنویسی را ابتدا نزد پدرش سید مرتضی حسینی برغانی آموخت که شیوه محمد رضا کلهر را پیروی می‌کرد. سید حسن میرخانی فردی عارف مسلک بود و کتاب‌هایی از شاهکارهای ادبیات فارسی را کتابت کرده‌است.
سید حسن میرخانی به انواع مختلف خطوط مرسوم در ایران چون نستعلیق، نسخ، ثلث، تعلیق، رقاع،ریحان، شکسته نستعلیق و تحریر تسلط داشت اما استادی او در نگارش خط نستعلیق در ابعاد «خفی» و «جلی» بود. علاوه بر آن وی را از نظر اخلاق و تقوی نیز ستوده‌اند و فروتنی و وارستگی او در نخستین برخورد نمایان بوده‌است.
در اختتامیه نمایشگاه استادان بزرگ نستعلیق که در سال ۱۳۸۷ برگزار شد از سیدحسن میرخانی و برادرش سیدحسین میرخانی به عنوان پیشکسوتان هنر نستعلیق معاصر تجلیل شد.
به نظر وی خط از قدرت انسان بیرون است و کار خدا است.

وی در تاریخ ۵ آذرماه سال ۱۳۶۹ در تهران درگذشت.

## شعر
حسن میرخانی از علوم ادبی بهره‌مند بود. او در سرودن شعر نیز دست داشت و در اشعار او اثری از عرفان و صفای نفس دیده می‌شود. او در اشعارش «بنده» تخلص می‌کرد و مجموعه اشعارش با نام «دیوان بنده» منتشر شده‌است.

## آثار
از آثار او در خوشنویسی نستعلیق می‌توان به کتاب‌های کلیات سعدی، مثنوی مولوی، خمسه نظامی، دیوان حافظ، دیوان بنده، گزیده دیوان شمس تبریزی، ترانه‌های باباطاهر، ترجیع بند هاتف اصفهانی، ترجمه نفس المهموم، داستان ملک جمشید، مجموعه هنر خط و نگارستان خط را برشمرد.
کتاب مثنوی مولوی که به خط میر حسن میر خانی نگارش یافته علاوه بر آنکه از نظر زیبائی خط مورد کمال توجه است خود او در تصحیح این کتاب کوشیده است.

## شاگردان
این استاد شاگردان فراوانی داشته که بسیاری از آنان هم‌اکنون از خوشنویسان بنام‌اند از جمله استادانی چون فتحعلی واشقانی و جلیل رسولی. با این وجود اغلب استادان معاصر به صورت مستقیم یا غیر مستقیم از روی آثار وی تعلیم گرفته‌اند از این میان می‌توان به این افراد اشاره کرد: مصطفی ذاکر شبیری، اویس وفسی، غلامحسین امیرخانی، علی اسماعیلی قوچانی،علی راهجیری، ناصر جواهرپور، سید محمد حسینی موحد، قاسم دماوندی، احمد عبدالرضایی، محمدرضا شجریان، یدالله کابلی، ابوالحسن محصص، غلامرضا مشعشعی، منوچهر نوح سرشت، محمدجواد جدی، جمال‌الدین مودب، امیراحمد فلسفی و مهدی کریمی